# Zeche Duvenkampsbank
Die Zeche Duvenkampsbank ist ein ehemaliges Steinkohlenbergwerk in Essen-Heisingen. Das Bergwerk war auch unter dem Namen Zeche Duvenkämperbank bekannt. Es war bereits vor 1780 durch eine Aufteilung der Zeche Gierendelle in vier eigenständige Bergwerke entstanden.

## Geschichte

### Die Anfänge
Ab dem Jahr 1780 war das Bergwerk in Betrieb und wurde im Stollenbetrieb geführt. Nachdem das Bergwerk einige Jahre betrieben worden war, kam es zu unklaren Besitzverhältnissen. Dies veranlasste den Abt von Werden, die Besitzverhältnisse neu zu regeln. Am 14. Dezember 1795 erfolgte die Verleihung des Abbaurechts durch den Abt von Werden. Ende des 18. Jahrhunderts hatte das Bergwerk einen Rechtsstreit mit den Zechen Vereinigte Girendelle und Pörtingsiepen aufgrund unklarer Berechtsamsverhältnisse. Im Jahr 1802 war das Bergwerk in Betrieb, Betriebsführer war Heinrich Buschkampp. Im Jahr 1803 war das Bergwerk in Betrieb. Am 28. September desselben Jahres gab es einen Gerichtsentscheid des Landgerichts Werden zu Ungunsten der Gewerkschaft Duvenkamp. Durch den Entscheid wurde es der Gewerkschaft Duvenkamp untersagt, die Arbeit der Gewerkschaft Girendeller Siepen auf ihrer ursprünglichen Teufe zu stören. Im darauffolgenden Jahr war das Bergwerk nachweislich in Betrieb. Abgebaut wurde im Flöz Duvenkampsbank, welches eine Mächtigkeit von 1 3/4 Fuß hatte. Im Jahr 1805 wurde das Bergwerk stillgelegt.

### Die weiteren Jahre
Am 24. Februar des Jahres 1824 einigte sich die Gewerkschaft Duvenkampsbank mit der Gewerkschaft Baldeneyer Erbstolln über die Festlegung der Markscheide zwischen beiden Grubenfeldern. Im Jahr 1827 erfolgten die Neugründung und Wiederinbetriebnahme der Zeche Duvenkampsbank. Die Berechtsame umfasste zwei Längenfelder. Am 18. Juni 1836 wurde die Zeche erneut stillgelegt und am 19. Mai 1838 wieder in Betrieb genommen. Im gleichen Jahr wurde ein Kohlemagazin an der Ruhr eingerichtet. Am 13. März 1839 erfolgte die Verleihung eines weiteren Längenfeldes. Im selben Jahr wurde eine Kohlenniederlage an der Ruhr erstellt. In den Jahren 1840 bis 1844 wurde weiterhin Abbau betrieben. Im Jahr 1847 erneute Verleihung eines Längenfeldes. Im Jahr 1857 waren zwei Stollen in Betrieb. Im Jahr 1862 war der Abbau über der Stollensohle fast beendet. Das Bergwerk gehörte zu diesem Zeitpunkt zum Bergrevier Kettwig. Im Jahr 1866 erfolgte die endgültige Stilllegung der Zeche Duvenkampsbank.

## Förderung und Belegschaft
Die ersten Förderzahlen des Bergwerks stammen aus dem Jahr 1802, es wurden 28 Ringel Steinkohle pro Tag gefördert. Im Jahr 1830 wurden mit 23 Bergleuten 125.400 Scheffel Steinkohle gefördert. Im Jahr 1836 wurden 10.006 3/4 preußische Tonnen Steinkohle gefördert. Im Jahr 1839 Förderanstieg auf 22.643 1/4 preußische Tonnen, diese Förderung wurde mit 26 Bergleuten erbracht. Im Jahr 1842 wurde eine Förderung von rund 5000 Tonnen Steinkohle erbracht. Im Jahr 1850 Förderrückgang auf 20.000 preußische Tonnen. Im Jahr 1859 waren noch 29 Bergleute auf der Zeche beschäftigt. Die letzten bekannten Förder- und Belegschaftszahlen des Bergwerks stammen aus dem Jahr 1861. In diesem Jahr wurden mit acht Bergleuten rund 1000 Tonnen Steinkohle gefördert.